# Porfieramaniet
De porfieramaniet (Amanita porphyria) is een zeldzaam tot vrij algemeen voorkomende paddenstoel uit de familie Amanitaceae. De soort wordt makkelijk verward met de giftige panteramaniet (Amanita pantherina) en de eetbare grauwe amaniet (Amanita excelsa).

## Beschrijving

### Uiterlijke kenmerken
Hoed
De jonge hoed hoed is bolvormig, later vlak. De hoed kan tot 4 à 10 centimeter diameter groot worden. De kleur van deze hoed is grijsbruin, meestal egaal, echter soms met grijze vlekken of wratten. Deze vlekken zijn een overblijfsel van het velum universale. De hoed is eerst kleverig of later bij natte omstandigheden. Verder verschilt de kleur van de Europese van de Noord-Amerikaanse porfieramaniet. De Europese porfieramaniet is grijsbruin met subtiele violette tinten. In de Amerikaanse literatuur wordt deze kleur ook wel gemeld, doch laten de bijhorende plaatjes vaak versies zien zonder deze violette kleuring.
Lamellen
De lamellen zijn wit en staan vrij van de steel.
Steel
De steel wordt 5 à 12 cm hoog en 1 à 1,5 cm dik en heeft enigszins de kleur van de hoed. Verder is op de steel een grijze tot zwarte ring. De steel heeft onderin een verdikking met een boord die de overgang naar de steel markeert.
Geur
Het vruchtvlees is wit gekleurd en heeft een radijsgeur.
Sporenprint
De sporenprint is wit.

### Microscopische kenmerken
De sporen zijn amyloïde en ellipsoïde en hebben een diameter van 6-7 micron.

## Verwarring
Onderstaande tabel geeft weer met welke andere (soms giftige!) paddenstoelen de porfieramaniet kan verward worden.
| Paddenstoel    | Latijnse naam      | Giftig           | Afbeelding | Verschillen met de porfieramaniet                                       |
| -------------- | ------------------ | ---------------- | ---------- | ----------------------------------------------------------------------- |
| Grauwe amaniet | Amanita excelsa    | Nee              |            | De steel heeft geen volva. De basis van de steel is echter ook bulbeus. |
| Panteramaniet  | Amanita pantherina | Ja (iboteenzuur) |            | De hoedrand is gegroefd.                                                |
| Parelamaniet   | Amanita rubescens  | Ja (hemolysine)  |            | Het vruchtvlees wordt rood bij beschadiging.                            |

## Verspreiding
In België en Nederland wordt de soort voornamelijk tussen de maanden juli en september gevonden. De soort komt voor in loofbossen en dan voornamelijk onder eiken. De soort komt ook voor in naaldbossen, onder sparren en dennen. De porfieramaniet is gewoonlijk te vinden op zure grond.

## Giftigheid
De paddenstoel is mild giftig door de aanwezigheid van de stof bufotenine.